# Michael Landon Gernhardt
Michael Landon Gernhardt dr. (Mansfield, Ohio, 1956. május 4. –) amerikai űrhajós.

## Életpálya
1977-1984 között mélytengeri búvár és projekt mérnök különböző tenger alatti olajmezők építésénél és javításánál az egész világon. Több mint 700 mélytengeri merülést végzett. 1978-ban a Vanderbilt Egyetemen fizikából diplomázott. 1983-ban az University of Pennsylvania keretében doktorált (Ph.D.), 1991-ben megvédte doktori diplomáját. 1984-1988 között az Oceaneering International alelnöke, a speciális projektek menedzsere. 1988-ban megalapította az Oceaneering Space Systems cégét. A tenger alatti munkálatok robottechnikáját, a műveleti mozgásokat és a szerelési, javítási eszközök tapasztalatait helyezték át a ISS építéséhez (javítás, karbantartás). Nagy tapasztalatai vannak a dekompressziós eljárások alkalmazásában.
1992. március 31-től a Lyndon B. Johnson Űrközpontban részesült űrhajóskiképzésben. Az Űrhajózási Iroda megbízásából segítette az űrhajósok víz alatti munkájának felkészítését. 2001-2005 között parancsnoka volt a NASA Extreme Environment Mission Operations (NEEMO) Aquarius víz alatti laboratóriumának. Négy űrszolgálata alatt összesen 43 napot, 7 órát és 1 percet (1039 óra) töltött a világűrben. Űrhajós pályafutását 2001 augusztusában fejezte be. A NASA a Lyndon B. Johnson Space Center (JSC) Prebreathe Reduction Program (PRP) kutatásvezetője. 2011 októberében a NASA megbízásából a DeepWorker tengeralattjáró használatát tesztelte (szerelés, karbantartás).

## Űrrepülések
- STS–69, a Endeavour űrrepülőgép 9. repülésének küldetésfelelőse. A legénység pályairányba helyezte a Spartan 201 műholdat, valamint a Wake Shield Facility (WSF) űreszközt, amit később visszanyertek. Harmadik űrszolgálata alatt összesen 10 napot, 20 órát és 10 percet (260 óra) töltött a világűrben. Egy 6 óra 46 perces űrsétát (kutatás, szerelés) végzett, szerelési munkák közben tesztelte a módosított szkafander alkalmasságát (hideg elleni védelem) használhatóságát. 7 200 000 kilométert (4 500 000 mérföldet) repült, 171 kerülte meg a Földet.
- STS–83, a Columbia űrrepülőgép 22. repülésének küldetésfelelőse. A Spacelab (MSL–1), a mikrogravitációs laboratóriumi program a Space Shuttle energiaellátása miatt félbeszakadt. Harmadik űrszolgálata alatt összesen 3 napot, 23 órát és 13 percet (95 óra) töltött a világűrben. 2 400 000 kilométert (1 500 000 mérföldet) repült, 83 kerülte meg a Földet.
- STS–94, a Columbia űrrepülőgép 23. repülésének küldetésfelelőse. Az STS–83 űrrepülésen félbeszakadt Spacelab (MSL–1) programot folytatták. Negyedik űrszolgálata alatt összesen 15 napot, 16 órát és 45 percet (377 óra) töltött a világűrben. 10 000 000 kilométert (6 200 000 mérföldet) repült, 251 kerülte meg a Földet.
- STS–104, a Atlantis űrrepülőgép 24. repülésének küldetésfelelőse. A küldetés során szállították a Quest zsilipkamrát, amit a Canadarm2 segítségével csatlakoztattak a Nemzetközi Űrállomáshoz (ISS). Egy űrszolgálata alatt összesen 12 napot, 18 órát és 35 percet (306 óra) töltött a világűrben. Három űrsétát – az első amerikai űrséta az ISS fedélzetéről – hajtott végre. 8 500 000 kilométert (5 300 000 mérföldet) repült, 200 alkalommal kerülte meg a Földet.